# عين قيطة

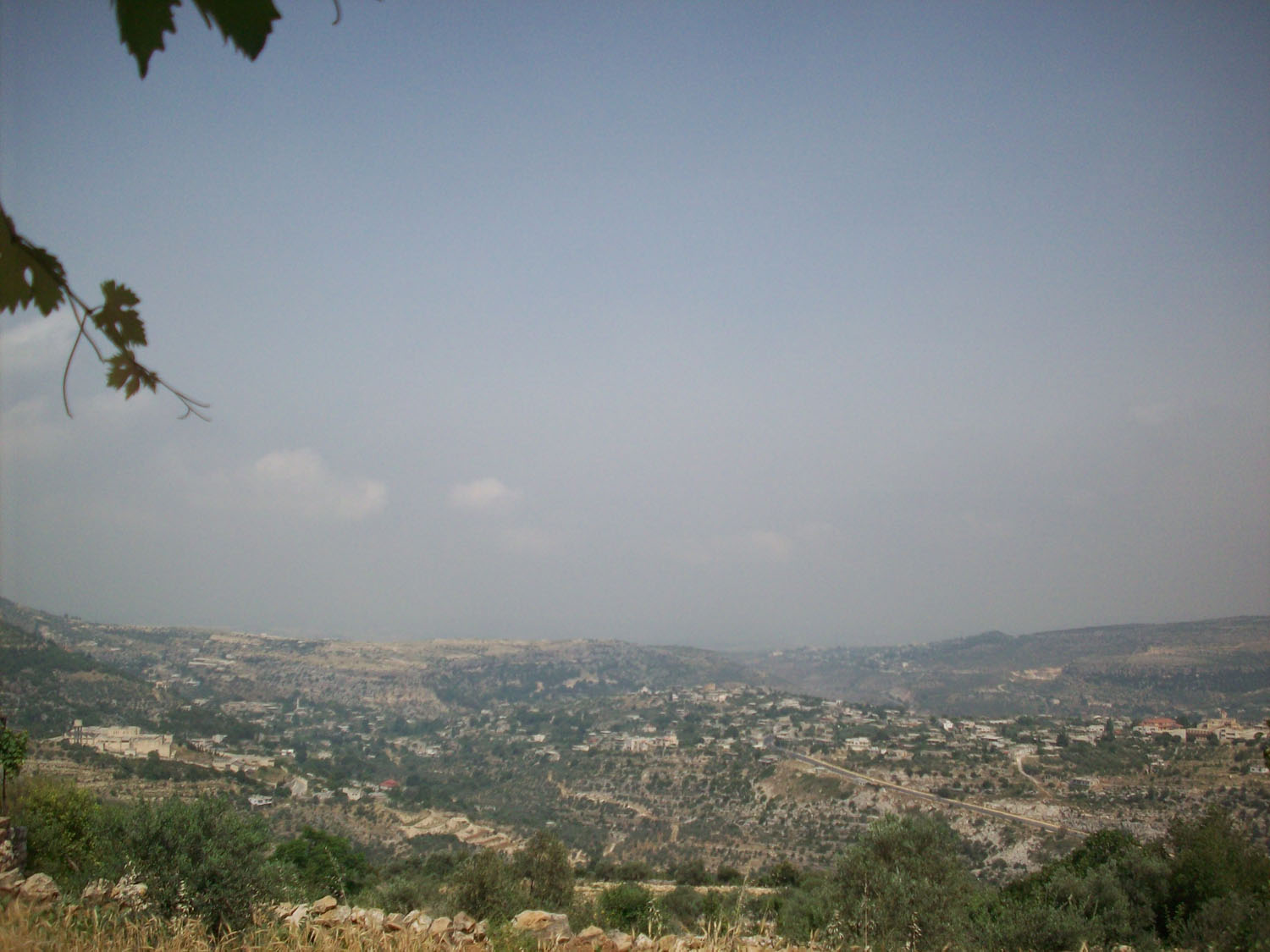
منظر عام لبيت ياشوط من الأعلى وتبدو فيه عين قيطة

عين قيطة قرية في بيت ياشوط في سوريا تتبع محافظة اللاذقية، وهي أحد الأجزاء الرئيسية لقرية بيت ياشوط وتقع على خط العرض 35.31 وخط الطول 36.12.

## الموقع والاسم
تقع على تقاطع الطرق الرئيسية بين بسمالخ وبشيلي و حراما عين قطعة وبشراغي و، وتعتبر أخفض من القسم الآخر لبيت ياشوط أي الحصنان.

## التاريخ
يُقال إن فيها قبر ياشوط التي تنسب قرية بيت ياشوط إليه. وفيها كان يوجد أول مدرسة في بيت ياشوط وكادت أن تكون مركزاً لقرى بيت ياشوط لولا مرور طريق سهل الساحل السوري وسهل الغاب في قرية الحصنان والذي حوّل إلية النشاط التجاري لبيت ياشوط.